# 卢希亚族
卢希亚族 （又称“Avaluhya”、“Abaluhya”、“Luyia”）是居住在肯尼亚的班圖人的一个族群。其在乌干达和坦桑尼亚作为少数族群生活。卢希亚族人口为610万人，占肯尼亚总人口（3850万）的16%。
其使用的语言被称为卢希亚语（Luhya）。卢希亚族由18个部落（在部分情况下为19个，此时算上了Suba部落）。各部落都有自己的语言变体。“Luhya”或“Luyia”一词在部分语言变体中意为“家族”，“Abaluhya”意思即为“家族成员”。也有翻译作“在同一炉灶边的人”。